# Хорн, Георг
Георг Хорн (нем. Georg Horn, лат. Georgius Hornius; 1620, Кемнат — 10 ноября 1670, Лейден) — немецкий историк, географ, богослов и профессор.

## Биография
Из-за восстания чешских сословий Хорн провёл свою юность в бранденбургских землях, жил в Кройсене, Нойштадт-ам-Кульме, Нюрнберге и Плассенбурге. Известно о его продолжительной поездке в Англию. Став профессором, он преподавал в университетах Хардервейка и Лейдена. В Лейденском университете он поддерживал дружбу с Корнелием Толлем. В 1666 году, работая на кафедре истории в Лейдене, он поделил человечество на яфетитов (белых), семитов (жёлтых) и хамитов (чёрных), опираясь при этом на библейские предания о происхождении всего человечества от трёх сыновей Ноаха. Согласно учению Хорна, сыновья поделили между собой Землю — Иафету досталась Европа, Симу — Азия, а Хаму — Африка. Впоследствии, со ссылкой на построения Хорна и то обстоятельство, что Хам был проклят своим отцом, нередко обосновывалось угнетение жителей Африки.

## Отдельные труды
- Georgi Horni orbis politicus, imperiorum, regnorum, principatuum rerumpublicarum. — 1668.
- Historia Philosophica. — 1655.
- Kerkelycke historie, van de scheppinge des werelts, tot 't jaer des Heeren. — 1666.
- Arca Noae, sive Historia imperiorum et regnorum ̀condito orbe ad nostra tempora. — Лейден: Officina Hackiana, 1666.
- Description exacte de l’Univers : ou l’ancienne Geographie sacrée et profane. — Гаага: Pierre de Hondt, 1741.